# Острик Михайло Михайлович

## Біографія
Острик Михайло Михайлович (1927—1987 рр.) — український літературний критик, літературознавець, кандидат філологічних наук. Народився 11 жовтня 1927 року в селі Михайлівка Кам'янського району Черкаської області. Батьки його прості селяни-хлібороби. У Михайла було четверо братів і сестер. Батько його також називався Михайлом, він був змушений поїхати в Алтаї, щоб мати за що годувати свою сім'ю. Мати Михайла дуже скоро померла, тому батько змушений був залишитися і сам дбати про дітей. Щоправда одружився ще раз із Шевченко Палажкою.
Острик Михайло провчився сім років у сільській школі. Здобути середню освіту зміг лише після Другої світової війни, ходив у вечірню школу в місті Сміла, бо сам працював там на машинобудівному заводі. Усякими зусиллями шукав собі роботу до душі, тому почав писати замітки в районну газету. Згодом вступив на факультет журналістики в Київському університеті. Тут він набув нових знань та навичок, а це зробило його літературні здібності більш міцними.
У 1954 році закінчив і почав працювати у газетах. Першою була «Вечірній Київ», а потім вже «Літературна газета», згодом працював заступником головного редактора журналу «Радянське літературознавство».
Із 1951 року регулярно друкував у газетах, журналах і збірниках рецензії на нові книги, проблемні та оглядові статті, критико-біографічні нариси про українських письменників.
З 1956 року став членом Спілки письменників.
У 1960 року став науковим працівником в Інституті літератури ім. Т. Г. Шевченка АН УРСР.

## Творчість
Михайло Острик любов професію, яку собі вибрав. Тому ту варто згадати його творчі доробки, які вийшли окремими виданнями:
- критико-бібліографічний нарис «Леонід Смілянський»
- збірка «Критичні етюди» видавництва Радянський письменник 1970
- монографія «Романтика в літературі соцреалізму», Наукова думка, 1964.

Також він написав чимало вступних статей до творів, наприклад:
- до книги П.Усенка «Вибране: вірші та поеми»
- Ю.Яновського «Оповідання, романи, п'єси» Наукова думка.1984
- «Лебедина пісня Олеся Донченка» у книзі О.Донченка «Золота медаль» (К., Молодь. 1970).

Михайло Острик був один із авторів колективної монографії «Виховання почуттів» (1966) та багатотомної «Історії української літератури».
У 1986 р. Михайло Острик став лауреатом Республіканської премії імені О.І. Білецького в галузі літературно-художньої критики.
Помер Острик Михайло Михайлович у 1987 р. від туберкульозу, похований в місті Києві.